# Adrian Alebo Andersson
Hans Adrian Alebo Andersson, född 26 oktober 2000 i Malmö, är en svensk TV-programledare, skådespelare, musiker och skribent.
Sedan 2023 är han programledare för Sommarlov och har även lett flera andra program på SVT Barn.